# Грязные игры
«Грязные игры» (англ. The Company You Keep) — триллер продюсера и режиссёра Роберта Редфорда по сценарию Лема Доббса (англ.), основанном на одноимённом романе Нила Гордона. Премьера фильма состоялась 6 сентября 2012 года на 69-м Венецианском кинофестивале. Картина также была показана на кинофестивале в Торонто 9 сентября 2012.

## Сюжет
В центре истории вдовец и отец-одиночка Джим Грант — бывший активист Weathermen, разыскиваемый за ограбление банка и убийство, трудится адвокатом и скрывается от ФБР уже более тридцати лет. Ему приходится пуститься в бега после того, как его истинную личность раскрывает молодой репортёр Бен Шепард. Грант должен найти свою бывшую любовницу Мими — человека, который может спасти его репутацию, — прежде чем ФБР поймает самого Гранта. В противном случае он потеряет всё, в том числе свою 11-летнюю дочь Изабел.

## В ролях
- Роберт Редфорд — Джим Грант / Ник Слоан
- Шайа Лабаф — Бен Шепард
- Анна Кендрик — Диана[4]
- Ричард Дженкинс — Джед Льюис
- Сьюзан Сарандон — Шэрон Соляж
- Джули Кристи — Мими Лури
- Терренс Ховард — Корнелиус[4]
- Брендан Глисон — Генри Осборн[4]
- Сэм Эллиотт — Мак[4]
- Джеки Иванко — Изабел Грант[4]
- Брит Марлинг — Ребекка
- Ник Нолти — Донал
- Стивен Рут — Билли Кузимано
- Стэнли Туччи — Рэй Фуллер
- Крис Купер — Дэниел

## Съёмки
Съёмки проходили осенью 2011 года в Ванкувере.